# Maria Helena Vieira da Silva
Maria Helena Vieira da Silva (ur. 1908 w Lizbonie, zm. 1992 w Paryżu) – portugalska malarka przez większą część życia mieszkająca we Francji, uważana za najwybitniejszą portugalską artystkę plastyczkę XX wieku.
Naukę malarstwa rozpoczęła w wieku jedenastu lat. Mając szesnaście lat, poszerzyła swoje zainteresowania o rzeźbę. Trzy lat później wyjechała do Paryża, gdzie studiowała malarstwo u Fernanda Légera, rzeźbę u Antoine'a Bourdelle'a i grafikę u Stanleya Williama Haytera. W 1930 wyszła za węgierskiego malarza Árpáda Szenesa. We Francji pozostała do końca życia (jedynie w czasie II wojny światowej przebywała w Brazylii); obywatelstwo francuskie uzyskała w 1956.
W jej twórczości są widoczne wpływy Paula Cézanne'a. Jako pierwsza kobieta otrzymała Grand Prix Nationale des Arts. Zmarła na raka 6 marca 1992.